# 威克萊縣 (田納西州)
威克萊县（英語：Weakley County）是美國田納西州西北部的一個縣，北鄰肯塔基州。面積1,507平方公里。根据美國2000年人口普查，共有人口34,895人。縣治馬丁（Martin）。
成立於1823年10月21日。縣名紀念美國獨立戰爭時期軍人、北卡羅萊納州州眾議員、田納西州州參議院議長、聯邦眾議員羅伯特·威克萊（Robert Weakley）。